# Liczby p-adyczne
W matematyce {\displaystyle p}-adyczny system liczbowy dla dowolnej liczby pierwszej {\displaystyle p} stanowi rozszerzenie arytmetyki liczb wymiernych w sposób istotnie różny od rozszerzenia do liczb rzeczywistych bądź zespolonych. Rozszerzenie to uzyskuje się przez alternatywną interpretację pojęcia „bliskości” czy też wartości bezwzględnej. W szczególności, dwie liczby {\displaystyle p}-adyczne są bliskie, gdy ich różnica jest podzielna przez wysoką potęgę {\displaystyle p.} Ta własność sprawia, że liczby {\displaystyle p}-adyczne dobrze służą do opisu kongruencji. Okazuje się, że dzięki temu znajdują zastosowanie w teorii liczb, w tym w słynnym dowodzie Wielkiego Twierdzenia Fermata dokonanym przez Andrew Wilesa.
Liczby {\displaystyle p}-adyczne zostały po raz pierwszy opisane przez Kurta Hensela w 1897 roku, chociaż niejawne odwołania do nich można znaleźć także we wcześniejszych pracach Kummera. Hensel zajmował się nimi, gdyż chciał przenieść techniki stosowane normalnie wobec szeregów potęgowych do teorii liczb. Obecnie wpływ liczb {\displaystyle p}-adycznych wykracza szeroko poza samą teorię liczb. Dla przykładu, analiza p-adyczna jest alternatywą dla klasycznego rachunku różniczkowego i całkowego.
Formalniej, dla ustalonej liczby {\displaystyle p,} ciało {\displaystyle \mathbf {Q} _{p}} liczb {\displaystyle p}-adycznych jest uzupełnieniem liczb wymiernych. Zadana jest na nim topologia pochodząca od metryki, która to zdefiniowana jest w terminach {\displaystyle p}-adycznego rzędu, alternatywnej waluacji na liczbach wymiernych. Ta przestrzeń metryczna jest zupełna, to znaczy każdy ciąg Cauchy’ego zbiega do pewnego punktu w {\displaystyle \mathbf {Q} _{p}.} Umożliwia to rozwój analizy nad nowym ciałem. Właśnie interakcja analitycznej oraz algebraicznej struktury sprawia, że liczby {\displaystyle p}-adyczne są takie użyteczne.

## Rozwinięciap-adyczne
Jeżeli ustalimy liczbę pierwszą {\displaystyle p,} to każda dodatnia liczba całkowita może zostać zapisana w systemie pozycyjnym o podstawie {\displaystyle p} jako {\displaystyle \textstyle \sum _{i=0}^{n}a_{i}p^{i},} gdzie całkowite liczby {\displaystyle a_{i}} spełniają nierówności {\displaystyle 0\leqslant a_{i}\leqslant p-1.} Dla przykładu, możemy rozwinąć {\displaystyle 35} jako {\displaystyle 1\cdot 2^{5}+0\cdot 2^{4}+0\cdot 2^{3}+0\cdot 2^{2}+1\cdot 2^{1}+1\cdot 2^{0}.} Podobne rozwinięcia istnieją także dla liczb wymiernych (oraz rzeczywistych), musimy jednak dopuścić sumy o nieskończenie wielu składnikach oraz sumy ujemne, czyli
{\displaystyle \pm \sum _{i=-\infty }^{n}a_{i}p^{i}.}
Precyzyjne określenie, czym są te nieskończone sumy, opiera się na ciągach Cauchy’ego oraz wartości bezwzględnej jako metryki. Liczby {\displaystyle p}-adyczne również definiuje się przy pomocy nieskończonych sum. „Wielkość” liczby naturalnej określa jej odległość od zera na osi liczbowej, podczas gdy „wielkość” liczby {\displaystyle p}-adycznej zależy od tego, jak bardzo jest podzielna przez potęgi {\displaystyle p} (im liczba bardziej podzielna, tym mniejsza). Rozpatrzmy szeregi {\displaystyle \textstyle \sum _{i=k}^{\infty }a_{i}p^{i},} gdzie {\displaystyle k} jest niekoniecznie dodatnią liczbą całkowitą, zaś {\displaystyle a_{i}} to cyfry {\displaystyle p}-adyczne, czyli rozwinięcia {\displaystyle p}-adyczne liczb {\displaystyle p}-adycznych. Te liczby, dla których {\displaystyle a_{i}=0} dla {\displaystyle i<0,} nazywamy {\displaystyle p}-adycznymi liczbami całkowitymi (dla odróżnienia od całkowitych liczb wymiernych, to jest elementów zbioru {\displaystyle \mathbb {Z} }). Zbiór wszystkich całkowitych liczb {\displaystyle p}-adycznych oznacza się przez {\displaystyle \mathbb {Z} _{p},} czego nie należy mylić z pierścieniem liczb całkowitych modulo {\displaystyle p} (ten będziemy oznaczać przez {\displaystyle \mathbb {Z} /p\mathbb {Z} }).
Chociaż można w ten sposób zdefiniować liczby {\displaystyle p}-adyczne i badać ich własności (jak robi się to z liczbami rzeczywistymi), matematycy preferują inne podejścia. Dwie różne i równoważne konstrukcje przedstawione są w następnej sekcji.

## Konstrukcja

### Podejście analityczne
Liczby rzeczywiste można zdefiniować jako klasy abstrakcji ciągów Cauchy’ego liczb wymiernych, co umożliwia, na przykład, napisanie {\displaystyle 1=1{,}000\ldots =0{,}999\ldots } Definicja ciągu Cauchy’ego zależy od wyboru metryki, zatem jeżeli wybierzemy inną metrykę, możemy otrzymać liczby różne od rzeczywistych. Metrykę, której użycie prowadzi do liczb rzeczywistych, nazywa się euklidesową.
Dla ustalonej liczby pierwszej {\displaystyle p,} definiujemy {\displaystyle p}-adyczną wartość bezwzględną na {\displaystyle \mathbf {Q} } w następujący sposób: dla liczby wymiernej {\displaystyle x} różnej od zera istnieje dokładnie jedna liczba całkowita {\displaystyle n} taka, że
{\displaystyle x=p^{n}\cdot {\frac {a}{b}},}
gdzie żadna z liczb {\displaystyle a,b} nie dzieli się przez {\displaystyle p.} Określamy {\displaystyle |x|_{p}=p^{-n}} oraz {\displaystyle |0|_{p}=0.} Z taką wartością bezwzględną duże potęgi {\displaystyle p} stają się „małe”. Twierdzenie Ostrowskiego orzeka, że każda z wartości bezwzględnych na {\displaystyle \mathbf {Q} } jest równoważna z euklidesową, trywialną lub pewną {\displaystyle p}-adyczną dla ustalonej liczby {\displaystyle p.}
Z {\displaystyle p}-adyczną wartością bezwzględną można związać metrykę na {\displaystyle \mathbf {Q} } zadaną wzorem {\displaystyle d_{p}(x,y)=|x-y|_{p}.} Ciało {\displaystyle \mathbf {Q} _{p}} stanowi uzupełnienie ciała liczb wymiernych względem tej metryki. Można pokazać, że każdy element {\displaystyle x\in \mathbb {Q} _{p}} przedstawia się w postaci szeregu
{\displaystyle \sum _{i=k}^{\infty }a_{i}p^{i},}
gdzie {\displaystyle k} jest pewną liczbą całkowitą, dla której {\displaystyle a_{k}=0,} zaś wszystkie cyfry {\displaystyle a_{i}} należą do zbioru {\displaystyle \{0,1,\dots ,p-1\}.} Z {\displaystyle p}-adyczną wartością bezwzględną ciało {\displaystyle \mathbf {Q} _{p}} jest ciałem lokalnym.

### Podejście algebraiczne
W podejściu algebraicznym definiujemy najpierw pierścień liczb {\displaystyle p}-adycznych. Na jego podstawie konstruuje się ciało ułamków, czyli dokładnie {\displaystyle \mathbf {Q} _{p},} ciało liczb {\displaystyle p}-adycznych. Zaczynamy od granicy odwrotnej pierścieni {\displaystyle \mathbf {Z} /p^{n}\mathbf {Z} {:}} całkowitą liczbą {\displaystyle p}-adyczną jest wtedy ciąg {\displaystyle (a_{n})_{n\geqslant 1}} taki, że {\displaystyle a_{n}} należy do {\displaystyle \mathbf {Z} /p^{n}\mathbf {Z} ,} zaś {\displaystyle n\leqslant m} pociąga {\displaystyle a_{n}\equiv a_{m}} {\displaystyle (\operatorname {mod} p^{n}).} Każda liczba naturalna {\displaystyle m} definiuje taki ciąg {\displaystyle (a_{n})} przez {\displaystyle a_{n}=m{\bmod {p}}^{n},} a zatem może być traktowana jako {\displaystyle p}-adyczna liczba całkowita. Dla przykładu, liczba 35 jako 2-adyczna całkowita byłaby zapisana jako ciąg (1, 3, 3, 3, 3, 35, 35, 35...).
Działania w pierścieniu sprowadzają się do punktowego dodawania oraz mnożenia ciągów. Jest to poprawna definicja, bowiem wzięcie reszty z dzielenia oraz sumy (lub iloczynu) w różnej kolejności nie ma wpływu na wynik. Co więcej, każdy ciąg, którego pierwszym wyrazem nie jest zero, jest odwracalny. W takim przypadku dla każdego {\displaystyle n,} {\displaystyle a_{n}} oraz {\displaystyle p} są względnie pierwsze, a z tego względu również {\displaystyle a_{n}} i {\displaystyle p^{n}.} Oznacza to, że istnieje element odwrotny do {\displaystyle a_{n}} modulo {\displaystyle p^{n}.} Ciąg tych odwrotności {\displaystyle (b_{n}),} jest poszukiwanym elementem odwrotnym do {\displaystyle (a_{n}).}
Dla przykładu, rozpatrzmy 2-adyczną liczbę całkowitą odpowiadającą siódemce: (1, 3, 7, 7, 7, 7, 7...). Odwrotność tego ciągu można zapisać jako niemalejący ciąg, którego początkiem jest (1, 3, 7, 7, 23, 55, 55, 183, 439, 439, 1463...). Oczywiście nie odpowiada on żadnej liczbie naturalnej, gdyż w pierścieniu {\displaystyle \mathbf {Z} } liczb całkowitych jedynymi elementami odwracalnymi są 1 i −1.
W pierścieniu całkowitych liczb {\displaystyle p}-adycznych nie ma żadnych dzielników zera, więc możemy zbudować jego ciało ułamków, {\displaystyle \mathbf {Q} _{p}.} W ciele tym każda niezerowa liczba {\displaystyle p}-adyczna zapisuje się jednoznacznie jako {\displaystyle p^{-n}u,} gdzie {\displaystyle n} jest naturalna, zaś {\displaystyle u} to jedność. Mamy więc prawo napisać
{\displaystyle \mathbb {Q} _{p}=\operatorname {Quot} \left(\mathbb {Z} _{p}\right)\cong (p^{\mathbb {N} })^{-1}\mathbb {Z} _{p}.}
Zbiór {\displaystyle S^{-1}A,} gdzie {\displaystyle S=p^{\mathbb {N} }=\{p^{n}:n\in \mathbb {N} \}} jest podzbiorem multiplikatywnym (zawiera jedynkę i jest zamknięty na mnożenie) przemiennego pierścienia z jedynką, to algebraiczna konstrukcja zwana pierścieniem ułamków lub lokalizacją {\displaystyle A} przez {\displaystyle S.}

## Własności

### Moc zbioru
{\displaystyle \mathbf {Z} _{p}} jest granicą odwrotną skończonych pierścieni {\displaystyle \mathbf {Z} /p^{k}\mathbf {Z} ,} która sama jest nieprzeliczalna – dokładniej, jest równoliczna ze zbiorem liczb rzeczywistych (jest mocy continuum). Co za tym idzie, ciało {\displaystyle \mathbf {Q} _{p}} również jest nieprzeliczalne. Pierścień endomorfizmów {\displaystyle p}-grupy Prüfera rangi {\displaystyle n}, standardowo oznaczany przez {\displaystyle \mathbf {Z} (p^{\infty })^{n},} jest pierścieniem macierzy {\displaystyle n\times n} nad {\displaystyle \mathbf {Z} _{p};} czasami nazywa się go również modułem Tate’a.

## Zastosowania
Liczby {\displaystyle p}-adyczne są bardzo ważne w teorii liczb, gdzie pomagają rozwiązywać równania diofantyczne i klasyfikować formy kwadratowe nad ciałem liczb wymiernych (zasada lokalno-globalna Minkowskiego-Hasse). Dowód hipotezy Weila o wymierności {\displaystyle \zeta }-funkcji rozmaitości algebraicznych nad ciałami skończonymi, podany przez B. Dworka w 1960, wykorzystywał analizę {\displaystyle p}-adyczną (funkcje {\displaystyle p}-adyczne, ich pochodne i całki).